# Daxue Shan

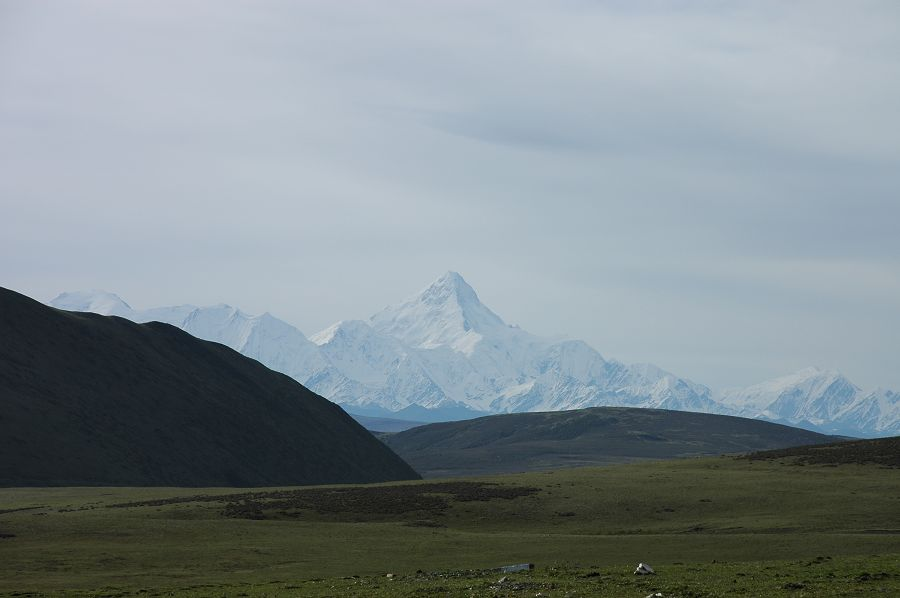
De Daxue Shan met de Minya Konka, gezien vanuit het oosten.

De Daxue Shan (Chinees: 大雪山, pinyin: dàxuěshān, letterlijk: "grote sneeuwbergen") is de hoogste bergketen in de Hengduan Shan, in het zuidwesten van China en oosten van Tibet (historisch: Kham). De keten loopt van noord naar zuid over ten minste 400 km, en vormt de waterscheiding tussen de Yalong Jiang in het westen en Dadu He in het oosten. De hoogste top is de Minya Konka (Gongga Shan) (7556 m), de derde berg ter wereld buiten de Himalaya en Karakoram.
De Daxue Shan is bedekt met naaldwoud, alpiene toendra en steppe. Op de hogere flanken liggen eeuwige sneeuw en gletsjers.
In het noordoosten grenst de Daxue Shan aan de Qionglai Shan met de vallei van de Dadu He tussen de twee ketens in. In het zuidoosten rijst een ander hoog massief aan de overzijde van de Dadu, de Daxiangling Shan. Ten zuidoosten van de Daxue Shan ligt het massief van de Xiaoxiang Shan. Al deze bergmassieven behoren tot de Hengduan Shan en zijn geologisch onderdeel van dezelfde structuren.
De Daxue Shan ligt in de Tibetaanse prefectuur Garzê in het westen van de provincie Sichuan. De Sichuan-Tibetsnelweg loopt door de Daxue Shan. Historisch is het gebied van belang omdat het Rode Leger hier aan het begin van de Lange Mars in mei 1935 het gebergte in trok om aan de troepen van de Nationalistische regering te ontkomen. De Kham-Tibetanen boden weerstand tegen de communistische indringers.